# Jean-Michel Krivine
 (septembre 2014).
Pour les articles homonymes, voir Krivine.
Jean-Michel Krivine, né le 5 août 1932 à Paris où il est mort le 14 mai 2013, était un chirurgien et militant politique français classé à l'extrême gauche.

## Biographie
Jean-Michel Krivine naquit à Paris dans une famille d'origine juive ukrainienne. Son père était dentiste. Il avait quatre frères, dont Hubert et Alain Krivine.
Il étudia au lycée Condorcet (Paris) et connut les discriminations qui visaient les Juifs durant la Seconde Guerre mondiale. En août 1943, il se réfugia chez un oncle, à Toulouse.
Il fit une carrière de médecin hospitalier et chirurgien, devenant en 1970 chef du service de chirurgie de l’hôpital d’Eaubonne. Son engagement politique l'a amené à intervenir à titre de médecin et enquêteur médical.

### Engagement politique et humanitaire
Il milita aux Jeunesses socialistes puis, lors de l'année scolaire 1949-1950, fonda une cellule clandestine du Parti communiste français (PCF) au lycée Condorcet. En 1956, alors qu'il était étudiant en médecine, il soutint l'aile gauche minoritaire du parti. Durant son service militaire en Algérie, il devint trotskiste. Ses frères Alain et Hubert, eux aussi passés par Condorcet, suivront la même voie ; le premier était à l'origine de la Ligue communiste, devenue Ligue communiste révolutionnaire.
Jean-Michel Krivine a été un des animateurs du Tribunal Russell sur la guerre du Viêt Nam. À ce titre, il a enquêté en 1967 sur les crimes de guerre au Vietnam du Nord et, clandestinement, au Sud Vietnam.
Il témoigne à son retour, avec Marcel-Francis Kahn, et à l'occasion de la collecte en 1967 de "Un bateau pour le Vietnam".
En 1978, il effectua une mission d’aide médicale et de contacts politiques au sein du maquis communiste en Thaïlande.
Membre de la Quatrième Internationale depuis 1956, il a été membre du PCF, de la LCR puis du NPA. Il militait également au sein du Groupe trotskiste vietnamien en France, dont il était le seul non-Vietnamien.

### Vie privée
Il se maria en 1953 avec Irène Borten (deux enfants : Anne et Frédéric) ; puis, en 1972, avec Jacqueline Terrioux (un enfant, Juliette).

## Publications
- Les "Grandes Affaires" du parti communiste français, Maspero, Paris 1972, sous le pseudonyme de Louis Couturier
- Carnets de missions dans le maquis thaïlandais (1978), Les Indes savantes, Paris 2011  (ISBN 978-2846542869)
- Carnets de missions au Vietnam (1967-1987) : Des maquis au "socialisme de marché", Les Indes savantes, Paris 2005  (ISBN 978-2846540766)

### Articles
- (fr) Tous les articles de Jean-Michel Krivine disponibles sur le site La Brèche numérique.

## Sources
- Biographie sur le site de NPA [lire en ligne]
- Biographie sur le site Le Maitron, dictionnaire biographique du mouvement ouvrier [lire en ligne]